# Хань Гуйфэй
Хань Гуйфэй (кит. 韩贵飞; род. 15 декабря 1986 года) — китайский спортсмен-паралимпиец. Серебряный призёр Паралимпийских игр-2024 в Париже.

## Биография
Начал заниматься стрельбой из лука в 2005 году в Пекине. Также занимался регби на колясках, в 2008 году был в составе китайской сборной по регби на Паралимпийских играх-2008 в Пекине.
В 2024 году в Париже принял участие на летних Паралимпийских играх-2024 в стрельбе из лука в индивидуальном мужском турнире в классе W1. В квалификации был пятым с результатом 655 очков. В 1/8 финала победил южнокорейца Пак Хон Чо, в четвертьфинале — венгра Тамаса Гаспара, в полуфинале — соотечественника Чжан Тяньсиня. В финале уступил американцу Джейсону Табански и завоевал серебряную медаль Паралимпиады-2024.